# Salebria
Salebria is een geslacht van vlinders van de familie snuitmotten (Pyralidae), uit de onderfamilie Phycitinae.

## Soorten
- S. acrobasella Amsel, 1950
- S. albariella Zeller, 1839
- S. algeriella Chrétien, 1911
- S. amasiella Caradja, 1910
- S. ambrella Viette, 1964
- S. amoenella Zeller, 1848
- S. apicella Joannis, 1927
- S. argillaceella Osthelder, 1935
- S. atritorella Zerny, 1914
- S. atrotrichella Caradja, 1932
- S. aumontella Lucas, 1911
- S. aurivilliella Ragonot, 1888
- S. biocellella Ragonot, 1893
- S. cantonella Caradja, 1925
- S. caspiella Amsel, 1959
- S. centersurnella Hübner
- S. ceroprepiella Hampson, 1901
- S. cirtensis Ragonot, 1890
- S. confluella Caradja, 1916
- S. coremetella Amsel, 1949
- S. corticinella Ragonot, 1887
- S. chlorenches Meyrick, 1937
- S. distinctella Amsel, 1954
- S. ellenella Roesler, 1975
- S. eomichla Meyrick, 1934
- S. epithalassiella Zerny, 1917
- S. euzopherella Amsel, 1965
- S. eximiella Ragonot, 1893
- S. famula Zeller, 1881
- S. fractella Caradja, 1927
- S. genistella Duponchel, 1836
- S. griseotincta Caradja, 1939
- S. hemictenis Meyrick, 1933
- S. hispanella Staudinger, 1859
- S. horridella Dumont, 1932
- S. indigesta Meyrick, 1933
- S. infusella Zeller, 1848
- S. inhonesta Meyrick, 1932
- S. interniplagella Ragonot, 1888
- S. intricatella Ragonot, 1887
- S. iriditis Meyrick, 1933
- S. jordana Amsel, 1935
- S. jucundella Chrétien, 1911
- S. judaica Amsel, 1935
- S. kuschkella Zerny, 1914

- S. laetella Zerny, 1914
- S. laruata Heinrich, 1928
- S. lecerfella Lucas, 1933
- S. malgassicella Paulian & Viette, 1955
- S. mesozonella Bradley, 1966
- S. mimicralis Amsel, 1950
- S. moestella Ragonot, 1889
- S. multicolorella Ragonot, 1893
- S. neftaella Lucas, 1911
- S. nigricans Hulst, 1900
- S. nigrosquamalis Amsel, 1950
- S. niphocosma Meyrick, 1933
- S. nobilella Ragonot, 1887
- S. numidella Ragonot, 1890
- S. obductella Zeller, 1839
- S. obliquifasciella Zerny, 1914
- S. obscurella Osthelder, 1935
- S. obscuricostella Ragonot, 1888
- S. ochrochlaena Meyrick, 1937
- S. palumbella Schiffermüller, 1775
- S. pallidella Toll, 1948
- S. piperitella Zerny, 1935
- S. pittionii Amsel, 1950
- S. placidella Zerny, 1929
- S. placoxantha Lower, 1898
- S. pleurosaris Meyrick, 1932
- S. psyllicella Turati, 1924
- S. ragonoti Rothschild, 1913
- S. rectilineella Ragonot, 1888
- S. romanoffella Ragonot, 1887
- S. rosella Zerny, 1914
- S. roseostriatella Caradja, 1939
- S. sabulorum Turati, 1927
- S. semiflavella Rebel, 1911
- S. sinensis Caradja, 1938
- S. strophocomma Joannis, 1932
- S. subductella Zerny, 1928
- S. subrubella Amsel, 1970
- S. taishanensis Caradja, 1937
- S. tarella Zerny, 1939
- S. thymiella Zeller, 1846
- S. vasta Amsel, 1935
- S. vinacea Inoue, 1959
- S. wolfi Roesler, 1969
- S. yuennanella Caradja, 1937